# Vacúol parasitòfor

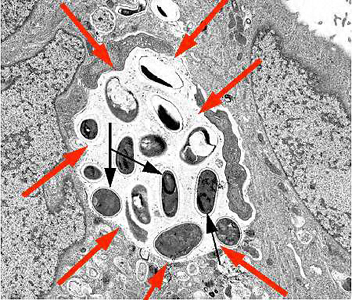
Vacúol parasitòfor en desenvolupament

El vacúol parasitòfor és un compartiment intracel·lular on el protozou s'estableix i continua així amb el seu cicle de vida. A més, li serveix per a intercanviar nutrients i ions entre el citoplasma i la vacuola parasitòfora. En alguns casos, la utilitza per a replicar-se i posteriorment sortir de la cèl·lula hoste per a poder continuar infectant cèl·lules.
Alguns exemples de microorganismes que tenen vacúol parasitòfor són: Cryptosporidium parvum, Leishmania, Toxoplasma gondii, Plasmodium malarie.